# Instituto Mexicano de Cinematografia
Instituto Mexicano de Cinematografia ou IMCINE é uma agência pública mexicana, criada em 25 de março de 1983, para ajudar a produzir e promover o cinema mexicano. Fora criada por um decreto presidencial de Miguel de la Madrid.

## Ligações Externas
- (em castelhano) Página oficial